# 著作權
著作權（英語：copyright），俗稱版權，是著作权人对其作品所专有的权利。广义的著作权还包括邻接权，许多国家将其一并规定在其著作权法律规范中。
著作權要保障的是思想的表達形式，而不是保護思想本身，因為在保障著作財產權，此類專屬私人之財產權利益的同時，尚須兼顧人類文明之累積與知識及資訊之傳播，從而算法、數學方法、技術或機器的設計，均不屬著作權所要保障的對象。
著作權是有期限的權利，在一定期限經過後，著作財產權即歸於失效，而屬公有领域，任何人皆可自由利用。在著作權的保護期間內，即使未獲作者同意，只要符合「合理使用」的規定，亦可利用。凡此規定皆在平衡著作人與社會對作品进一步使用之利益。

## 名称

©這個標誌意謂作品是有版權的

著作權曾被称为版權，至今在中华人民共和国法律中仍然将两者等同。“版權”最初的涵义是copyright（版和权），也就是复制权。此乃因過去印刷術的不普及，當時社會認為附隨於著作物最重要之權利莫過於將之印刷出版之權，故有此稱呼。不過隨著時代演進及科技的進步，著作的種類逐漸增加。世界上第一部版权法，英国《安娜法令》开始保护作者的权利，而不仅仅是出版者的权利。1791年，法国颁布了《表演权法》，开始重视保护作者的表演权利。1793年又颁布了《作者权法》，作者的精神权利得到了进一步的重视。
“版權”一詞已漸漸不能含括所有著作物相關之權利內容。19世纪后半叶，日本融合大陆法系的著作权法中的作者权，以及英美法系中的版权，制定了日本著作权法，采用了“著作權”的称呼。
中國已知有版權一詞，始於宋朝。到明清時，印書興盛，不少著書人都會在書本後印上「版權所有，敢有翻印，千里必究」，但在尚無法律保障之當時，實屬威嚇之舉。
中文最早使用“著作權”一词，始于中国第一部的著作权法律《大清律》採日本譯自德文「Urheberrecht」詞彙，當時只涉及重製權：
第一條　凡稱著作物而專有重製之利益者，曰著作權。
清政府解释为：
有法律不称为版權律，而名之曰著作權律者，盖版權多于特许，且所保护者在出版，而不及于出版物创作人；又多指书籍图画，而不是以赅刻模型等美术物，故自以著作權名之适当也。
此后中国著作权法律都沿用“著作權”这个称呼。
在香港，仍使用「版權」為正式的法律名詞，例如香港法例第528章《版權條例》：
 第528章　詳題
本條例旨在就版權及有關權利，以及就相關事宜訂定條文。
如今華人社會通常二者混用。自清著作權律以後的中國政府立法都使用“著作權”作爲正式稱呼，但其含義與通稱的“版權”相同。這一立場與關於版權的國際公約一致：在這些公約裏，英美法系的“copyright”與歐陸法系的“droit d'auteur”是等同的。在中华民国的法律中，對於著作相關權利的正式稱呼不使用「版權」，以避免與常見的「出版權」或著作權法之特殊權利「製版權」混淆；而中华人民共和国的《著作權法》第六十二条（2020年修正后版本）中，则规定“本法所称的著作權即版權”。

## 著作權的客體

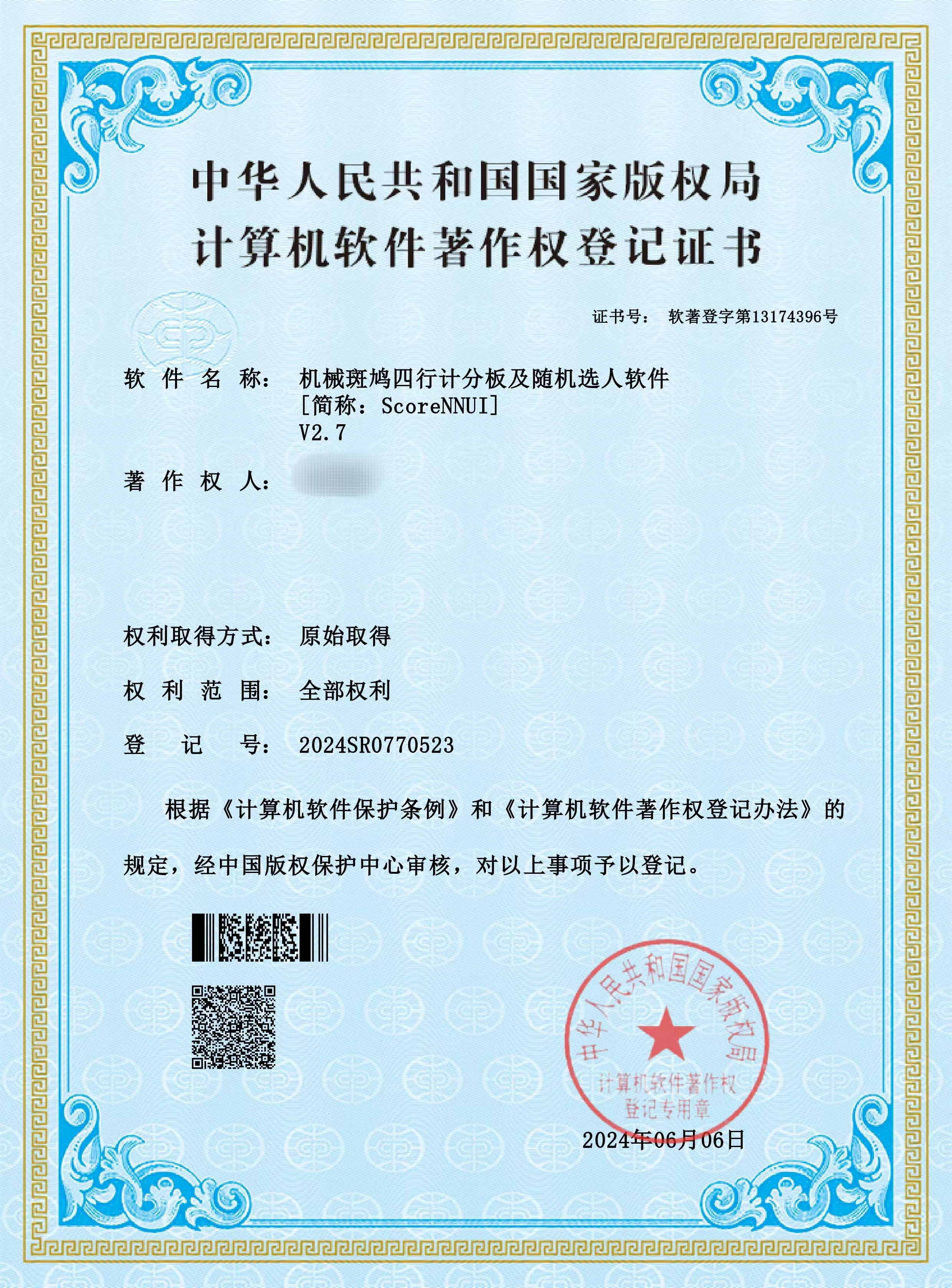
软件著作权证书

著作权的客体是作品。只要不违反该国家或地区所参加的国际条约的要求，对作品如何分类、对各类作品施加何种程度的保护依其各自法律规定。而依在世界范围内有较多签约国的《伯尔尼保护文学和艺术作品公约》第二条第一款的规定，“文学和艺术作品”一词包括文学、科学和艺术领域内的一切成果，不论其表现形式或方式如何，诸如：
- 书籍、小册子和其他文学作品；
- 讲课、演讲、讲道和其他同类性质作品；
- 戏剧或音乐戏剧作品；
- 舞蹈艺术作品和哑剧作品；
- 配词或未配词的乐曲；
- 电影作品和以类似摄制电影的方法表现的作品；
- 图画、油画、建筑、雕塑、雕刻和版画作品；
- 摄影作品和以类似摄影的方法表现的作品；
- 实用艺术作品；
- 与地理、地形、建筑或科学有关的插图、地图、设计图、草图和立体作品。

## 保护范围的例外
著作权法在上述客体内，也有不受保护的情况。

### 概念与表述的区分及合并原则

#### 概念与表述的区分
概念与表述的区分（idea–expression divide），又称思想、表达二分法，是指著作权不保护概念，只保护由此概念发展出来的表述。也就是著作权法只保护作者有独创性的表达，而并不保护思想，无论它是否有独创性。
在欧盟，European Union Software Directive 第1.2条即指出，“软件程序和界面中存在的任何概念和原则，是不受本法保护的。”
在美国，最高法院1879年在 Baker v. Selden 一案的裁决中认为，记账所利用的技术可能能得到专利法的保护；关于该技术的描述性文字可以获得著作权保护，但技术本身不行。在Harper & Row Publishers, Inc. v. Nation Enters.一案中，最高法院即指出著作权法对概念和表述的区分是在“著作权法和第一修正案所赋予的言论自由之间所达成的关键性平衡”。在 Mazer v. Stein，最高法院再度提及，“著作权法跟专利法不同，对所公布的技术无法提供保护，只能保护对该技术的表述，而不是技术本身”。
在英国的法院判决中，Donoghue v. Allied Newspapers Limited (1938) Ch 106 对该区分进行了如下表述：“对一个概念用任何形式的表述，不管是图像、戏剧还是书籍”，都能获得该表述的著作权。在澳大利亚的判决中，Victoria Park Racing and Recreation Grounds Co. Ltd v. Taylor (1937) 58 CLR 479 at 498，Latham 大法官用一个人从巴士上跌落为例，第一个报導该事件的人不能用著作权法来防止其他人对该事件进行的相同报導。
《中华人民共和国著作權法实施条例》第二条规定，著作權法所称作品，是指文学、艺术和科学领域内具有独创性并能以某种有形形式复制的智力成果。

#### 合并原则
合并原则（merger doctrine）是很多国家的法律依据概念与表述的区分而得出的一个衍生概念，即指某一事物只能用一种或有限的几种方式表述，这种情况下就不能为这种表述进行著作权保护；这种情况下概念与表述已经“合并”了。有时这也用法语称之为“Scènes à faire”（中文：总是出现的场景）。

### 初售原则和著作权的耗盡
初售原则（first-sale doctrine），有时也译为首次销售原则，是指某项受著作权法保护的作品的著作物（可以是原件或者复制件）在首次出售之后，對於立基在該著作物所有權的著作权就已经耗尽了（exhaustion of rights）（著作权的耗尽又被称为著作权穷竭），著作物的合法拥有者有权基於对著作物的所有權，可以再次发行销售该著作物，例如自行再次出售、出租、出借、贈與該著作物，著作權人不得限制此種利用。
著作权穷竭是指著作权人丧失作品原件或者复制件的再销售权（发行权的一种），著作权本身并没有终止。
但是这一原则也有限制。
1. 特定類型的作品因為複製過於容易，若允許耗盡原則將嚴重影響著作權人的利益，因此部分國家的法律會排除特定類型的著作的耗盡原則，例如音樂、影視作品或電腦軟體。有时这会引发商品平行输入的问题，例如，某本只得在泰国出售的书，可能会被买家转手卖给定价更高的美国市场。这种行为是否合法，要根据各国法律确定。在美国截止2014年，初售原则适用于平行输入的情况，所以前述将低定价地区的著作物转售到美国市场的行为是合法的。[15]
2. 对于上述作品，著作权人虽然不能控制著作物再次销售，但是可以控制它们的出租。TRIPS协定、《WIPO版权条约》(WCT) （页面存档备份，存于）和《WIPO表演和录音制品条约》（WPPT） （页面存档备份，存于）（权利人为表演者与录音制品制作者），以及《中华人民共和国著作权法》均肯定了这项权利。
3. 作家或者艺术家文学艺术作品的原稿、初稿第一次转让后，作者或者其继承人可以分享之后转让的利益。《伯尔尼公约》第14条之3规定了此权利，但是中华人民共和国国内没有规定该权利。
4. 少数国家规定著作权人有公共借阅权。图书馆等将书籍借给不特定读者的机构需要支付费用。[14]

当然，初售原则一般也适用于著作物出售后，由买家自行对該著作物进行处分的情况，比如对該著作物进行修改、涂改、毁灭等行为。

## 著作人格权和著作财产权
一些国家和地区将著作权分为著作人格权和著作财产权，前者又称著作人身权或精神权利。例如《中华人民共和国著作权法》第十条规定“著作权包括下列人身权和财产权：......”；又如台湾《著作权法》第三条中把“著作权”定义为“指因著作完成所生之著作人格权及著作财产权”。
与之相反，在一些国家和地区，“著作权”一词在狭义上仅指著作财产权。例如日本《著作权法》中对著作人格权虽有规定，但其权利的内容一节将“著作者人格权”和“著作权中所包含的权利种类”（即著作财产权）分列，即体现了这种观点。

### 著作人格权
著作人格权一般包括在作品上署名的权利、决定是否将作品公之于众的权利及保护作品不受歪曲和篡改的权利。
《中华人民共和国著作权法》中还规定了修改权（修改或者授权他人修改作品的权利）这一种著作人格权。其存废问题历来受学者讨论。2014年公开征求意见的修订草案中将该权利合并到了保护作品完整权中，但亦有学者指出这一做法只是将原来的两种权利简单合并。

### 著作財產權
著作財產權的種類在過去一百年中得到了迅速的發展，原先較單純的出版權、演出權，因電影的發明而有公開上映權、因廣播及電視的發明而出現公開播送權，時至今日因應網際網路的普及化，公開傳輸權隨之而生，除了這些一個接著一個出現的新型態著作權利，另外一些較傳統的權利也由於人類生活型態的轉變而發生變化，例如因為國際間的交流日漸頻繁，著作物在各地區以及國際間的散布權問題獲得重視；著作物所有人以往基於所有權，擁有將該物出租的權利，規模有限，對於著作權人的利益影響不大，但由於大型連鎖租書店的出現嚴重影響了著作權人的利益，從而使得著作物的出租權亦須被顧及。
一般來說，著作權人對於著作享有若干項基本權利，其中有一些是專屬權利。他們享有「使用」或「根據議定的條件許可他人使用」其作品的專屬權。
虽依各国家或地区的法律规定致权利内容有所差异，著作權人往往可以禁止或許可他人：
- 以各種形式對各種著作進行重製，例如以印刷或錄音的方式重製語文著作或音樂著作。
- 將其著作公開口述、演出，例如將戲劇及表演著作或音樂著作公開演出、將語文著作公開口述等等。
- 將其著作通過無線電、有線或衛星或網際網路加以公開播送、公開傳輸。
- 對其視聽著作公開上映；對其攝影著作、美術著作、圖形著作加以公開展示。
- 將其著作翻譯成其他語言，或對其加以改編，例如將小說改編成影視劇本、將英文版本改譯為中文版本。

即使未提供下載，只要公開著作權內容就有可能會觸法。
受著作權保護的許多創作性作品，需要進行大量發行、傳播和投資，才能得到推廣（例如：出版物、音樂作品和電影）。因此著作權人常常將其對作品享有的權利，授權給最有能力推銷作品的個人或公司，以獲得報酬。這種報酬經常是在實際使用作品時才支付，因此被稱作授權費／版稅。
著作財產權有時間限制，根據世界知識產權組織相關條約，該時限為創作者死後50年。但各國國情不同，各國國內法可規定更長的時限。這種時間上的限制使得創作者及其繼承人能在一段合理的時期內就其著作獲得經濟上的收益。
著作財產權人通常可透過行政手段或透過法院保障自己的財產權益，前述手段包括以搜索住居處的方式查找生產或擁有非法重製的——亦即"盜版的"——與受保護作品有關之物，作為證據以實施權利。權利人還可要求法院對非法活動發出禁制令，並可要求侵權者就其在財產上和表彰姓名等人格權方面所受損失負損害賠償之責。

## 科技發展與技術中立原則
著作權的種類由於隨著科技的不斷進步，而大大拓寬了範圍。以往隨著印刷術的出現，而有版權的概念，直到今日人類科技進步到透過諸如衛星、廣播和光碟之類的全世界通信手段，為傳播創作作品提供了新的途徑。在網際網路上公開傳輸著作是出現了新的著作權種類的一個動態，未來還有可能出現更多種類、權利關係更複雜的著作權型態。世界知識產權組織積極參與正在進行的國際討論即意圖制定關於電腦世界中保障著作權的新標準。《世界知識產權組織版權（著作權）條約》（WCT）和《世界知識產權組織表演和錄音製品條約》（WPPT）（常被統稱為「網際網路條約」）規定了一些國際準則，旨在防止未經許可在網際網路或其他電子網絡上獲得和使用創造性著作的行為。
技術中立原則
隨着科技的進步，侵害著作權的方法也越來越多，甚至某些技術扮演著侵害著作權不可或缺的角色，例如音樂壓縮格式MP3的發明大大減低音樂檔案的容量，進而使得人們彼此重製或在網路上傳輸音樂檔案更為便捷，未經許可而使用他人著作的行為也大大增加。政府可能接受著作權人檢舉，進行取締下載或互相交換MP3音樂檔案的行動，導致社會大眾往往認為MP3音樂檔案是不合法的。事實上某一項技術，除了用來侵害著作權之外，也有其他正當用途，像是錄影機一樣可以用來合法錄製有著作權的錄影帶，並非所有的錄影機都是用來違法重製，這時候並不能認為錄影機的製造商或販賣者有侵害著作權，此即所謂的「技術中立原則」：法律不會因為新科技或技術可作為侵權工具之用途，就直接認定該技術提供者必須負起侵權責任，必須負責的是使用該項新科技或技術的管理方法、是否經過著作權人的同意授權或是否符合合理使用的範圍。

## 著作權的起點、財產價值與經營
在大多數的國家，著作權是從著作完成時即開始享有，不需要經過任何官方程序。然而，許多國家設有國家著作權機關，而且法律對於作品的保護是以經過註冊為前提，也有些註冊著作權的目的在於確定和區分作品的題目。不過，著作權的財產概念是近代才有的，以下兩個例子可供對照：
中國西晉時期，京城洛陽地區的文學家左思花費十年時間，完成描寫三國時期魏、蜀、吳三個首都山川地形與風土人情的鉅著三都賦，當時人人爭讀此賦，熱烈傳抄的結果使得洛陽的紙供不應求，一日三價，從此中國以「洛陽紙貴」形容一部著作受歡迎的程度。不過，這個成語也意涵著：在過去，著作本身的價值是依附於紙的價值之上。過去中國一直在「文以載道」的觀念下，不重視著作的經濟利益，反而認為文章必須經世濟民、廣為流傳，也造成著作權制度的接受度不及一般有體財產權。
著作權利人團體
相較於前述有實體可依附的語文著作，其著作權人得到豐富收益，許多音樂、戲劇和表演的著作權人則無法尋求法律上和行政手段上的保障，特別是全球化的結果使各類型的著作被世界其他國家或地區的人民所使用。也因此，許多國家有一種發展趨勢：社會上漸漸出現集體管理著作權的組織或協會，就是所謂的「著作權利人團體」。這些著作權利人團體集體管理會員們的著作財產權，他們具有法律專門知識，並且對於國際上使用該會成員著作所須支付的授權金的收取、管理和分配等方面具有豐富的行政經驗，著作權人的利益即因參與此種團體而獲得確保。

### 參照
- 著作權法的發展軌跡

## 著作權之保障及反思

### 保障創作者和資訊流通之平衡點
著作權是以表彰創作者及給予合理報酬的方式鼓勵創作者，從而保障著作權對於人類創造力至為重要。這種權利制度使創作者確信在傳播其作品時可不再擔心遭受未經許可的重製或盜版。因為這種制度性保障而不斷產生的創意，使全世界人類享有更多、更好的文化、知識及娛樂的樂趣。
從另一方面來說，有云「人不必當巨人，只要站在巨人的頭上，就可以和巨人看得一樣遠」，這句話是在說明人類文明的進步在於知識的累積，人類基於過去社會經驗的傳承得以更加快速地發展文化、知識與娛樂，假如過度保障關於著作的私人權利，將使得資訊無法流通、知識亦無從累積。從而，有人主張知識財產權是人類公共財產，應由全體人類所共享，例如維基百科就是一個最好的例子。創作共用（Creative Commons，簡稱CC，中國大陸正式名稱為知識共享）亦提出保留部分版權（some rights reserved）的概念，希望為資訊流通和保護創作者兩方面重新取得平衡。
由上述二點可知，如何在保障著作權人的利益以激發思考及促進人類文明繼續進步這兩個面向上取得平衡點，是在制定著作權相關法令的重要思考，法令中合理使用的條文即往往是這兩個面上寻找平衡点所得到的結果。

### 著作權與保障創作者之關係
創作者不等同著作權持有人。為了使作品能獲得最大商業利益，不少作品（尤其是商業創作如電影、流行歌曲）的著作權持有人多為商業機構（如娛樂機構），而非創作者本身。結果是著作權帶來的報酬（尤其是經濟報酬）實際上多會转到商業機構手中。因此著作權在現代商業社會中，究竟是保障了創作者的利益，還是保障了商業機構的利益，早已有人提出質疑。
日本音樂著作權協會便因壟斷著作權收益（2005年為99.3%）而備受批評。由於絶大部份的唱片公司會在合約上要求作曲家把著作權讓給唱片公司以交換作曲費，所以很多時候作曲家並不擁有他們自己作品的著作權。就曾有創作者從來沒有因自己的作品，從JASRAC得到任何著作權收益分帳，卻在使用自己的作品時，被JASRAC要求繳交著作權費用，否則採取法律行動。（其他批評還有財政透明度不足、高層收入過高、濫收著作權費用等）

### 著作權保障年期
著作权保护期限 不恰当
根据伯尔尼协定——大多数的作品都应当在作者整个在世期间，以及在作者去世之后不少于50年的期限内维持著作权保护。而在大多数国家都将作者逝世之后的保护期限延长至70-90年。
- 著作权保护和作者的生命相挂钩相对于长寿的和早逝的作者来说不公平。
- 早期的作品的保护期限可以到150年（取决于作者的寿命），那么晚期的仅为作者逝世后70年。
- 发明专利的颁发期限为20-25年，那么作为著作权保护却维持作者一生和直至逝世后的70年。这将发明家和工程师与受到著作权保护的作者来说置于了不公平的境地。

计算著作权保护的期限没有根据
- 如果财产著作权归属于组织机构所有，保护期限依然按照已经不属于其所有的作者的寿命计算。

缺乏权利持有人訊息
- 寻找著作权所有人非常困难，因为该权利有可能已经不属于作者所有，而著作权登记注册体系并不存在。

消费者缺乏计算机软件的权利
- 软件的消费者，剥夺权利：出售，赠予，继承。
- 软件绑定在用户方，与认证软件界限的交叉——会使消费者受骗。
- 计算机软件没有保证期限，如果软件不好用——谁都没有责任去维护它。

互聯網興起帶來的巨大資訊流通和流通速度增長均為前所未見。因此有人提出舊有的「作者死後50年」著作權保障年期，在資訊時代已不合時宜，應該重新修訂。如美國建國者著作權（Founder's Copyright）授權條款的保護期限為14年。

### 著作權的不當使用
著作權的不當使用可能造成不同大小的後果，例如福斯汽車可能藉由數字千年版權法導致其長期進行排放舞弊。

## 世界各地的著作權制度

### 中華民國（臺灣）
在中華民國境內，著作權的規範是依照著作權法，最早於中華民國十七年（1928年）五月十四日制定40條，而後多次修正。著作權法現行主管機關為經濟部。著作人一般於著作完成時享有著作權。
中華民國著作權法在民國79年或更早的版本，著作權限終身加30年，而且“沒有”該期間屆滿當年之末日為期間之終止規定。中華民國著作權法之民國81年5月修正條文（於中華民國81年6月10日公布施行），才改為著作權限終身加50年，而且“有”該期間屆滿當年之末日為期間之終止規定。當新法不溯及既往時，中華民國作者在1962年6月9日或更早逝世者，其作品在臺灣已經屬於公有領域，但在其他國家不盡然屬於公有領域。
依據著作權法第九條，下列各款不得為著作權之標的：
1. 憲法、法律、命令或公文；
2. 中央或地方機關就前款著作作成之翻譯物或編輯物；
3. 標語及通用之符號、名詞、公式、數表、表格、簿冊或時曆；
4. 單純為傳達事實之新聞報導所作成之語文著作；
5. 依法令舉行之各類考試試題及其備用試題；

前述公文，包括公務員於職務上草擬之文告、講稿、新聞稿及其他文書。
由於中華民國幾乎每幾年就受到美國以貿易制裁的壓力而修改著作權法，該法關於著作財產權的限制及合理使用的章節，是中華民國與美國角力妥協下的產物，也是歷來台美著作權談判中頗為重要的一章，相較於多國法制體例僅以一個條文規定，中華民國著作權法卻是花了二十幾個條文規定「合理使用」，殊值注意。

### 中华人民共和国（中国大陆）
在中国大陆，著作權一词通常为法律文件中所使用，而著作權一般被習慣稱呼為版權，政府亦设置有国家局，而国家版權局并不隶属于国家知识产权局。凡是中國公民，法人或者非法人單位的作品，不論是否發表都享有著作權；外國人的作品首先在中國境內發表的，也依著作權法享有著作權；外國人在中國境外發表的作品，根據其所屬國與中國簽訂的協議或者共同參加的國際條約享有著作權。
在中國，受著作權保護的作品，是指文學、藝術和科學領域內具有獨創性並能以某種有形形式復制的智力成果。符合著作權保護條件的作品，通常是能以某種物質復制形式表現的智力創作成果，因此不排除對未被有形載體固定的口述作品的保護。而不像英美法那樣要求作品必須固定在有形載體上。
根据《中华人民共和国法》第五條的规定，该法不适用于：
1. 法律、法规，国家机关的决议、决定、命令和其他具有立法、行政、司法性质的文件，及其官方正式译文；
2. 单纯事实消息；
3. 历法、通用数表、通用表格和公式。

作者的署名权、修改权、保护作品完整权的保护期不受限制。发表权和财产权则根据不同作品有不同的保护期。对于自然人作品，视听作品的保护期是作品发表后50年截止，而其他作品则是作者死亡后50年截止。
中华人民共和国国务院针对著作权法颁布了一部更加具体的法规《中华人民共和国法实施条例 （页面存档备份，存于）》。

### 香港
根據香港法例，在業務中使用侵權作品屬於犯罪。此外，若任何人分發侵權作品，而達到損害版權持有人之利益的程度，或者是未經版權持有人許可，將有版權的作品向公眾傳播，亦屬違法。近年來，不少人士因涉及上述罪行而被逮捕。另外，香港政府及香港立法會的作品，以及條例中的排印編排或編彙等，其版權亦受《版權條例》（第528章）之保障。

### 澳門
澳門第43/99/M號法令就是規範著作權的法令。該法令第六條官方作品規定：
|  | 官方作品不受保護。 官方作品尤其指協約文本、法律及規章之文本、各當局所作之報告或決定之文本，以及該等文本之譯本。 如在上款所指之文本中包括受保護作品，則有關之公共機關得在其職責範圍內使用該受保護作品，而無須經作者同意，且不因該使用而給予作者任何權利。 |

### 日本
2010年，日本的修訂著作權法，所謂下載違法化開始施行，除了非法上載繼續為犯法外，非法下載也列為刑事罪行。不過，法例沒有為非法下載定下任何罰則，法例也不包括音樂及影像以外的非法下載，觀看如Youtube一類的影片串流也不屬犯法。 
该年1月底，一項調查顯示日本非法下載減少了6成。2月中，Oricon的調查顯示日本人對法例認知率為51.6%，有12.1%的人表示會繼續非法下載。 

### 意大利
意大利版权法 （页面存档备份，存于） 
意大利版权主要受1941年4月22日的第633条法律管辖，关于“保护与其行使有关的版权和其他权利”，和“民法典”第2577条及其后续行为（Book Quinto - Title IX：知识产权和关于工业发明）。第54条L.218 / 95规定了无形资产的权利如何受到使用国法律的管辖，尽管互联网的出现使得确定活动所在地变得复杂。

### 德国
在德国，知识产权法包括版权法，专利法，商标法，实用新型法和外观设计法。德国版权有效期限到作者去世70多年为止，并适用于任何承认的作品，无需注册。根据联邦议院批准的德国总理安格拉·默克尔政府提出的法案，在德国，侵犯版权等同于盗窃罪。侵犯版权的监狱刑罚与盗窃罪一样，是五年监禁，是欧洲最严重的刑期。即使是18岁以下的人也可以因犯罪而受到调查。此外，根据1993年10月20日关于Phil Collins案的判决，启动了第12条
（在建立欧洲共同体的条约中），根据该条款，各州不能歧视来自其他国家的作品。

### 英国
在英国，版权起源于1709年的“安娜法令”，并因1988年的“版权，设计和专利法”而更新。
知识产权/财产的类型以及受版权保护的时间如下：
- 文学，戏剧，音乐或艺术作品：作者去世70年后为止；
- 录音或电影：首次出版之日起70年后为止；
- 广播或电视节目：创作日期后50年为止；
- 已出版作品的印刷：创作日期后25年为止。

拥有“CLA”教育执照（如学校教师）的数字可以制作用于教育目的的知识产权副本。
侵犯版权的行为由民事法院处理，而非刑事法院处理。

## 外部連結
- 中華人民共和國國家版權局 （页面存档备份，存于）
- 中华人民共和国国家法律法规数据库 （页面存档备份，存于）
- 中華民國經濟部智慧財產局 （页面存档备份，存于）
- 香港法例 National and University Library of Iceland的存檔，存档日期2018-05-21
- 香港知識產權署 - 版權常見問題 （页面存档备份，存于）
- 台灣著作權保護協會 （页面存档备份，存于）
- 世界知识产权组织 （页面存档备份，存于）